# Ciclo di Krebs

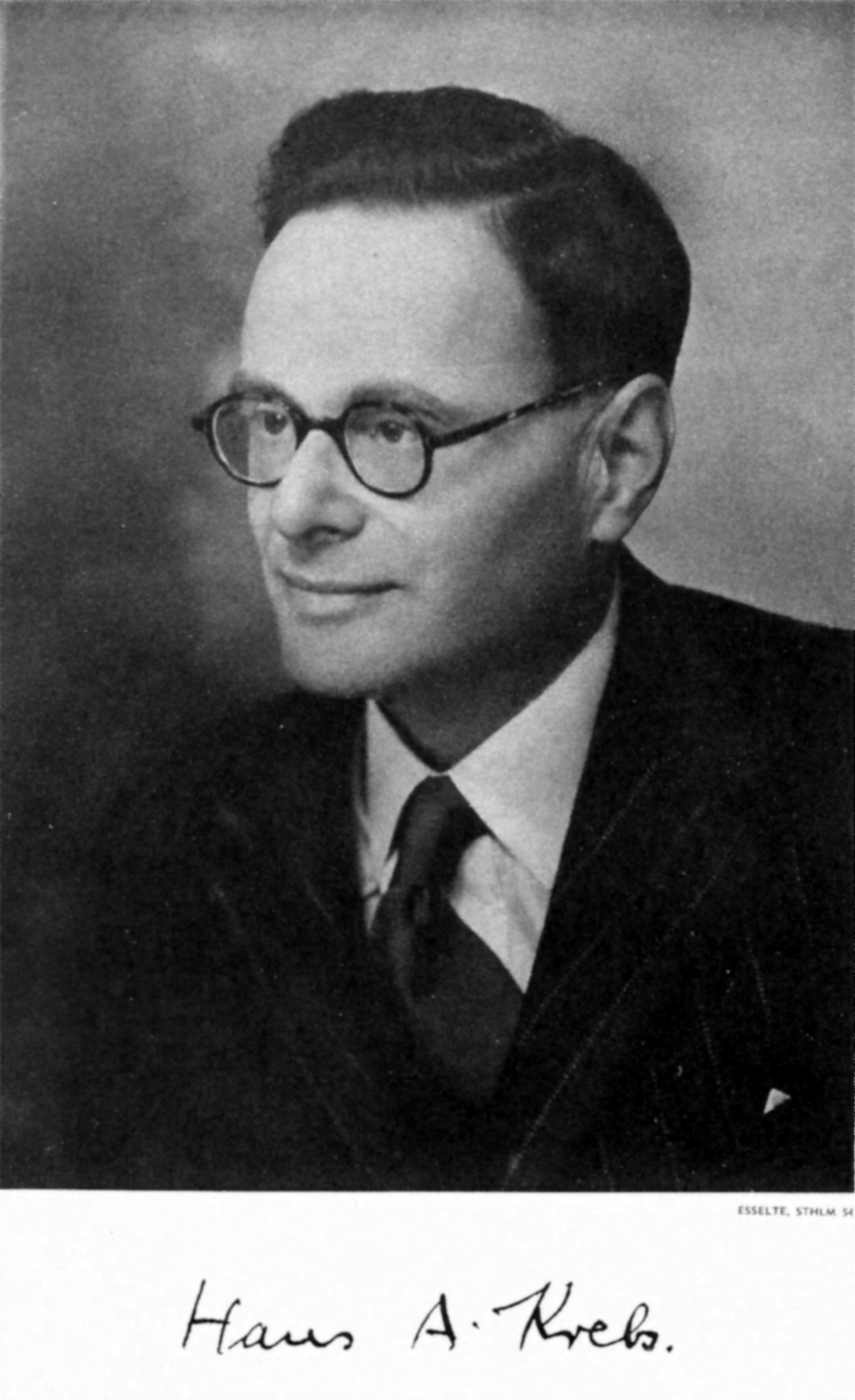
Sir Hans Adolf Krebs

Il ciclo di Krebs (anche detto ciclo degli acidi tricarbossilici, ciclo dell'acido citrico e ciclo dell'ossalacetato) è un ciclo metabolico di importanza fondamentale in tutte le cellule che utilizzano ossigeno nel processo della respirazione cellulare.
In questi organismi aerobi il ciclo di Krebs è la via metabolica in cui confluiscono le vie del catabolismo dei carboidrati, dei grassi e delle proteine, portando alla produzione di energia chimica principalmente tramite la sintesi di elementi fondamentali per la catena respiratoria. Si tratta di una via anfibolica poiché partecipa anche a processi anabolici, fornendo alcuni precursori di amminoacidi (ad esempio l'α-chetoglutarato e l'ossalacetato) e di altre molecole fondamentali per la cellula.
Molti dei componenti e delle reazioni che compongono il ciclo dell'acido citrico furono determinati nel 1930 grazie alla ricerca di Albert Szent-Györgyi, che nel 1937 ricevette il premio Nobel per le sue scoperte su un componente chiave del ciclo, l'acido fumarico. Il ciclo nella sua interezza fu poi identificato nel 1937 dal biochimico anglo-tedesco Hans Adolf Krebs, che per questa scoperta fu insignito del premio Nobel per la medicina nel 1953.

## Descrizione
Il ciclo di Krebs avviene nei mitocondri delle cellule eucariote e nel citoplasma delle cellule procariote.
I catabolismi glucidico e lipidico (attraverso la glicolisi e la beta ossidazione) producono acetil-CoA, un gruppo acetile legato al coenzima A; l'acetil-CoA costituisce il principale substrato del ciclo: il suo ingresso consiste in una condensazione con ossalacetato per generare citrato e al termine del ciclo stesso, i due atomi di carbonio immessi dall'acetil-CoA verranno ossidati in due molecole di CO2, rigenerando nuovamente ossalacetato in grado di condensarsi con acetil-CoA. La produzione rilevante dal punto di vista energetico, tuttavia, è quella di una molecola di GTP (immediatamente utilizzata per rigenerare una molecola di ATP), di tre molecole di NADH e una di FADH2.
I coenzimi ridotti (NADH e FADH2) si comportano come intermedi ossidoriduttivi. Quando ridotti, essi sono in grado di trasportare elettroni a energia relativamente alta (sottratti ai substrati ossidati ad esempio nella glicolisi o nello stesso ciclo di Krebs) fino alla catena respiratoria mitocondriale, dove vengono riossidati (a NAD+ e FAD) e cedono gli elettroni alla catena stessa, che sarà così in grado di rigenerare molecole di ATP da ADP.
La reazione netta è la seguente:
acetil-CoA + 3 NAD+ + GDP + FAD  + Pi + 2 H2O → CoA + 3 NADH + 3 H+ + FADH2  + GTP + 2 CO2
L'energia che si ricava dalla completa demolizione di una molecola di glucosio attraverso i quattro diversi stadi della respirazione cellulare (glicolisi, piruvato deidrogenasi, ciclo di Krebs e catena di trasporto di elettroni), è di 30-32 molecole di ATP a seconda del meccanismo seguito per trasferire il potere riducente del NADH citosolico alla matrice cellulare: 30 ATP con lo shuttle del glicerolofosfato, 32 ATP con lo shuttle del malato aspartato.
|    | Substrato        | Coenzimi          | Enzima                        | Tipo di reazione             | Inibitori                   | Attivatori | Prodotto                |
| -- | ---------------- | ----------------- | ----------------------------- | ---------------------------- | --------------------------- | ---------- | ----------------------- |
| 1  | Ossalacetato     | Acetil-CoA, acqua | Citrato sintasi               | Condensazione                | Citrato, NADH, Succinil-CoA | —          | Citrato                 |
| 2a | Citrato          | —                 | Aconitasi                     | Deidratazione                | —                           | —          | cis-Aconitato, acqua    |
| 2b | cis-Aconitato    | Acqua             | Aconitasi                     | Idratazione                  | —                           | —          | Isocitrato              |
| 3a | Isocitrato       | NAD+              | Isocitrato deidrogenasi       | Ossidazione                  | NADH, ATP                   | Ca2+, ADP  | Ossalsuccinato, NADH    |
| 3b | Ossalsuccinato   | H+                | Isocitrato deidrogenasi       | Decarbossilazione            | NADH, ATP                   | Ca2+, ADP  | α-chetoglutarato, CO2   |
| 4  | α-Chetoglutarato | NAD+, CoA-SH      | α-chetoglutarato deidrogenasi | Decarbossilazione ossidativa | NADH, Succinil-CoA          | Ca2+       | Succinil-CoA, NADH, CO2 |
| 5  | Succinil-CoA     | GDP, Fosfato      | Succinil-CoA sintetasi        | Trasferimento di fosfato     | —                           | —          | Succinato, GTP, CoA-SH  |
| 6  | Succinato        | FAD               | Succinato deidrogenasi        | Ossidazione                  | —                           | —          | Fumarato, FADH2         |
| 7  | Fumarato         | Acqua             | Fumarasi                      | Idratazione                  | —                           | —          | L-Malato                |
| 8  | L-Malato         | NAD+              | Malato deidrogenasi           | Ossidazione                  | —                           | —          | Ossalacetato, NADH      |

## Tappe del ciclo di Krebs

### Reazione 1: citrato sintasi

−31,4

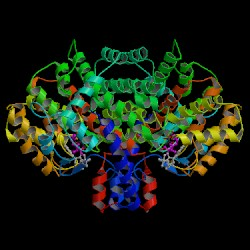
A ogni monomero della citrato sintasi sono legati una molecola di ossalacetato (magenta) e una di un analogo dell'acetil-CoA (bianco)

La citrato sintasi catalizza la condensazione dell'ossalacetato con acetil-CoA, a ottenere citrato. La sua struttura quaternaria consta di due subunità, a ognuna delle quali si possono legare i due substrati.
Il sito attivo dell'enzima attiva l'acetil-CoA per renderlo affine a un centro carbonioso dell'ossalacetato: in seguito al legame tra le due molecole, il gruppo tioestere (CoA) viene idrolizzato, formando così la molecola di citrato.
La reazione è altamente esoergonica (ΔG°′ =−31,4 kJ/mol), motivo per cui questo passaggio, in condizioni standard, è irreversibile. Il citrato prodotto dall'enzima, inoltre, è in grado di inibire competitivamente l'attività dell'enzima: pur essendo la reazione molto favorita (perché esoergonica) la citrato sintasi può essere saldamente regolata. Questo aspetto ha una notevole importanza biologica dal momento che permette una completa regolazione dell'intero ciclo di Krebs, rendendo l'enzima una sorta di "pacemaker" dell'intero ciclo.

### Reazione 2: aconitasi

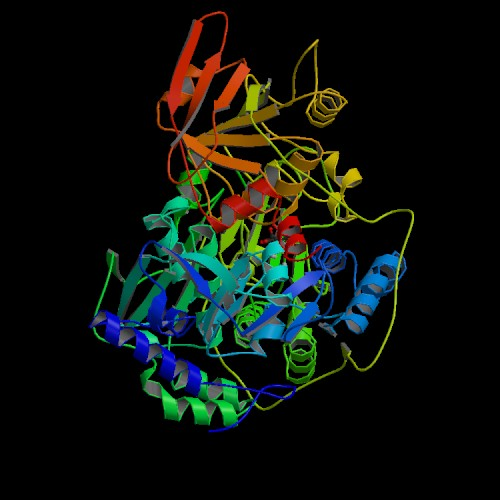
Struttura dell'aconitasi

L'aconitasi catalizza la isomerizzazione del citrato a isocitrato (attraverso la formazione di cis-aconitato). L'enzima catalizza anche la reazione inversa, ma nel ciclo di Krebs tale reazione è unidirezionale per la legge di azione di massa: le concentrazioni (in condizioni standard) di citrato (91%), dell'intermedio cis-aconitato (3%) e di isocitrato (6%) spingono la reazione decisamente verso la produzione di isocitrato. Una volta prodotto il cis-aconitato viene addizionata una molecola d'acqua per ossidare il doppio legame a gruppo ossidrilico e con l'addizione di acqua si ottiene l'isocitrato.
Nel sito attivo dell'enzima è presente un cluster ferro-zolfo che, insieme ad alcuni residui amminoacidici polari, lega il substrato. Più nel dettaglio, il legame al substrato viene assicurato dalla presenza di un residuo di serina, di arginina, di istidina e di aspartato, che permettono il legame stereospecifico del solo citrato 1R,2S, respingendone la forma opposta.

### Reazione 3: isocitrato deidrogenasi

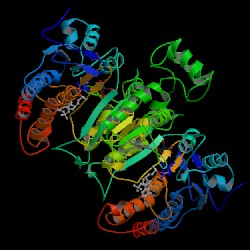
Struttura della isocitrato deidrogenasi di Escherichia coli

La isocitrato deidrogenasi mitocondriale è un enzima dipendente dalla presenza di NAD+ e di Mn2+ e/o Mg2+: inizialmente, l'enzima catalizza l'ossidazione dell'isocitrato a ossalsuccinato, che genera una molecola di NADH a partire da NAD+.; successivamente, la presenza di uno ione bivalente che complessa gli ossigeni del gruppo carbossile in posizione alfa aumenta l'elettronegatività di quella regione di molecola, ciò genera un riarrangiamento degli elettroni della molecola con conseguente rottura del legame tra il carbonio in posizione gamma e l'adiacente gruppo carbossile, in questo modo si ha dunque una decarbossilazione (ossia l'uscita di una molecola di CO2), che porta alla formazione di α-chetoglutarato, caratterizzato da due carbossili alle estremità e da un chetone in posizione alfa rispetto a uno dei due gruppi carbossilici. Tale reazione, in quanto sufficientemente esoergonica (ΔG°′ = −8,4 kJ/mol), è in grado di spostare in avanti la precedente reazione dalla aconitasi.

### Reazione 4: α-chetoglutarato deidrogenasi

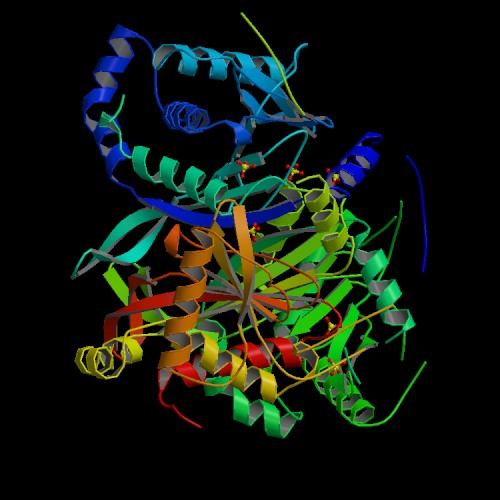
Dominio catalitico della diidrolipoamide succiniltransferasi, parte del complesso della α-chetoglutarato deidrogenasi

La conversione dell'isocitrato in α-chetoglutarato è seguita da una seconda reazione di decarbossilazione ossidativa, che porta alla formazione di succinil CoA: la decarbossilazione ossidativa dell'α-chetoglutarato è molto simile a quella del piruvato, un altro α-chetoacido.
Entrambe le reazioni includono la decarbossilazione di un α-chetoacido e la conseguente produzione di un legame tioestere ad alta energia con il coenzima A: i complessi che catalizzano tali reazioni sono simili tra loro.
La α-chetoglutarato deidrogenasi (più correttamente detta ossoglutarato deidrogenasi) è infatti composta di tre enzimi differenti. La subunità E1, detta 2-chetoglutarato deidrogenasi, e la E2, detta transsuccinilasi, presentano un'estrema omologia con quelle della piruvato deidrogenasi. La subunità E3, la diidrolipoamide deidrogenasi, invece, è lo stesso polipeptide presente nell'altro complesso enzimatico.
Il differenziale dell'energia libera di questa reazione è ΔG°′ = −30,1 kJ/mol, dunque altamente esoergonica.

### Reazione 5: succinil-CoA sintetasi

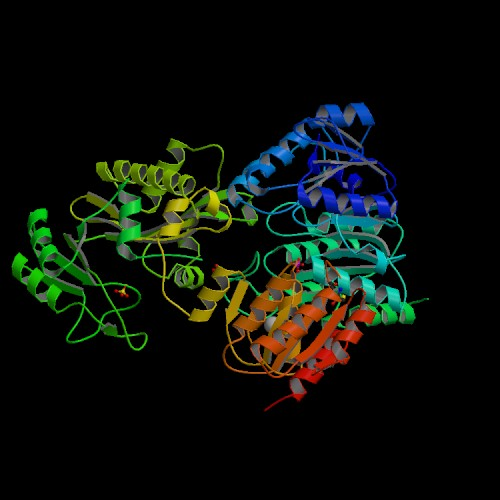
Struttura della succinil-CoA sintetasi di Sus scrofa

Il succinil-CoA è un tioestere ad alta energia (la sua ΔG°′ di idrolisi è di circa −33,5 kJ/mol, simile a quella dell'ATP, di −30,5 kJ/mol). La citrato sintasi si serve di un intermedio avente tale legame ad alta energia per portare a termine la fusione tra una molecola a due atomi di carbonio (acetil-CoA) e una a quattro (ossalacetato). L'enzima succinil-CoA sintetasi si serve invece di tale energia per fosforilare un nucleoside difosfato purinico come il GDP.
L'energia proveniente dal tioestere viene semplicemente convertita in energia legata a un legame fosfato: il primo passaggio della reazione genera un nuovo intermedio ad alta energia, noto come succinil fosfato e successivamente, una istidina presente nel sito catalitico rimuove il fosfato dalla molecola glucidica, generando il prodotto succinato e una molecola di fosfoistidina, che dona velocemente il fosfato a un nucleoside difosfato, "ricaricandolo" a trifosfato. Si tratta dell'unico passaggio del ciclo in cui si ha una fosforilazione a livello del substrato.
Il GTP è principalmente coinvolto nei pathway di trasduzione del segnale: il suo ruolo in un processo energetico come il ciclo di Krebs è invece essenzialmente quello di tramite per il trasferimento di gruppi fosfato verso l'ATP, in una reazione catalizzata dalla nucleoside difosfochinasi.

### Reazione 6: succinato deidrogenasi

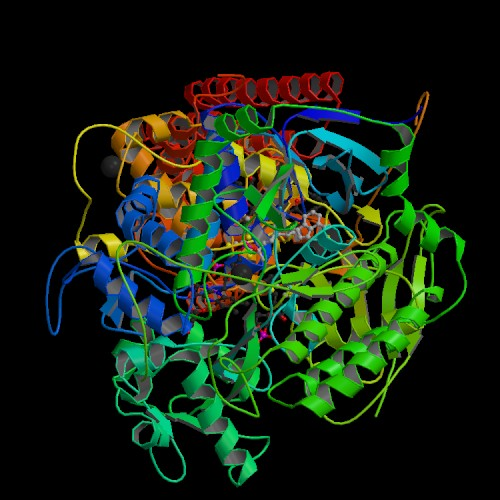
Struttura quaternaria del complesso della succinato deidrogenasi (e complesso II della catena di trasporto degli elettroni) di Escherichia coli

La parte finale del ciclo vede il riarrangiamento di molecole a quattro atomi di carbonio fino alla rigenerazione dell'ossalacetato; perché ciò sia possibile, il ponte metilene presente sul succinato deve essere convertito in un carbonile, come avviene in altri pathways (ad esempio la beta ossidazione degli acidi grassi), tale conversione avviene attraverso tre passaggi: una prima ossidazione, una idratazione e una seconda ossidazione. Questi tre passaggi, oltre a rigenerare ossalacetato, permettono l'estrazione di ulteriore energia attraverso la formazione di FADH2 e NADH.
La prima reazione di ossidazione è catalizzata dal complesso della succinato deidrogenasi, l'unico enzima del ciclo ad avere come accettore di idrogeno il FAD anziché il NAD+: il FAD è legato in modo covalente all'enzima, attraverso un residuo di istidina. L'enzima si serve del FAD poiché l'energia associata alla reazione non è sufficiente per ridurre NAD+.
Il complesso enzimatico è anche l'unico del ciclo a essere annidato all'interno della membrana mitocondriale. Tale posizione è dovuta anche al coinvolgimento dell'enzima nella catena di trasporto degli elettroni (dove è definito "complesso II"): gli elettroni passati sul FAD vengono dunque immessi direttamente nella catena, grazie al legame stabile tra l'enzima e il cofattore stesso.

### Reazione 7: fumarasi

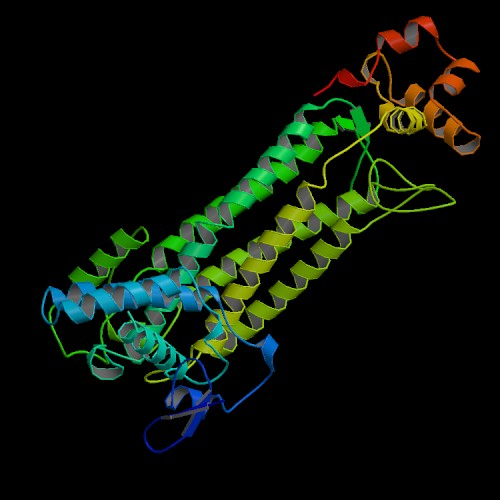
Struttura della fumarasi di Saccharomyces cerevisiae

La fumarasi catalizza l'aggiunta di un protone e di un gruppo OH− provenienti da una molecola d'acqua alla molecola in posizione trans. Dal momento che l'enzima è in grado di legare OH- solo da un lato, il fumarato può essere convertito solo in L-malato.
Vi sono due classi di fumarasi: la classe I e la classe II. La classificazione dipende dalla disposizione delle loro subunità relative, dalla necessità di metallo e dalla loro stabilità termica. Le fumarasi di classe I sono in grado di modificare lo stato o diventare inattive se sottoposte a calore o radiazioni, sono sensibili all'anione superossido, sono dipendenti dal ferro II (Fe2+) e sono proteine dimeriche, comprensive di circa 120 kD. Le fumarasi di classe II si trovano nei procarioti e negli eucarioti; sono enzimi tetramerici di 200 000 D che contengono tre distinti segmenti di amminoacidi significativamente omologhi e sono anche indipendenti dal ferro e termo-stabili. I procarioti sono noti per avere tre diverse forme di fumarasi: fumarasi A, fumarasi B e fumarasi C, quest'ultima fa parte delle fumarasi di classe II, mentre le fumarasi A e le fumarasi B sono classificate come di classe I.

### Reazione 8: malato deidrogenasi

ΔG°′ = +29,7 kJ/mol

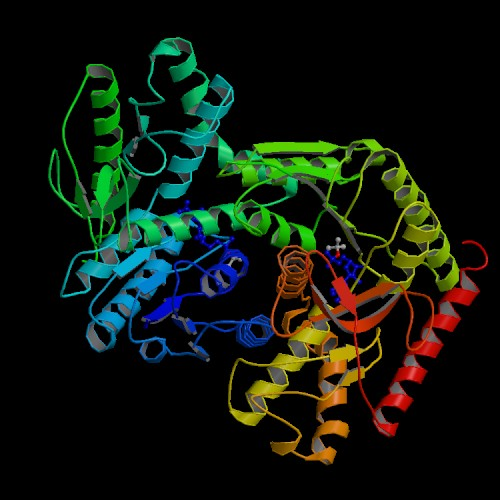
Struttura della malato deidrogenasi di Thermus flavus

L'ultima reazione del ciclo consiste nell'ossidazione del malato a ossalacetato. La reazione, catalizzata dalla malato deidrogenasi, utilizza un'altra molecola di NAD+ come accettore di idrogeno (producendo NADH).
L'energia libera di Gibbs associata a quest'ultima reazione è decisamente positiva (a differenza delle altre del ciclo). L'attività dell'enzima è trainata dal consumo di ossalacetato da parte della citrato sintasi e di NADH da parte della catena di trasporto degli elettroni.

## Regolazione del ciclo
La velocità del ciclo di Krebs viene continuamente modulata per venire incontro alle esatte necessità energetiche della cellula: i siti primari di controllo sono gli enzimi allosterici, la isocitrato deidrogenasi e la α-chetoglutarato deidrogenasi.
La isocitrato deidrogenasi è stimolata allostericamente dalla presenza di ADP, che aumenta l'affinità dell'enzima per il substrato. I legami di isocitrato, di NAD+, di Mg2+, e di ADP all'enzima sono mutuamente cooperativi in senso attivatore. Al contrario, il NADH inibisce l'enzima attraverso lo spiazzamento diretto di NAD+. Lo stesso ATP ha effetto inibitorio.
Il secondo sito di controllo del ciclo è posto presso la α-chetoglutarato deidrogenasi; alcuni aspetti del controllo di questo enzima sono simili a quelli del complesso della piruvato deidrogenasi, come ci si può attendere dall'estrema omologia presente tra i due enzimi. La α-chetoglutarato deidrogenasi è dunque inibita dal succinil CoA e dal NADH, i prodotti della reazione che catalizza e può anche essere inibita genericamente da un alto livello energetico presente nella cellula, ciò significa che, in presenza di alti livelli di ATP, la cellula è in grado di ridurre l'efficienza del processo di produzione di energia, all'interno del quale il ciclo di Krebs ha una posizione centrale.
In molti batteri è controllato anche l'ingresso nel ciclo delle molecole a due atomi di carbonio: in essi la sintesi di citrato da ossalacetato e acetil CoA è la sede di un'importante regolazione. L'ATP, infatti, è un inibitore allosterico della citrato sintasi: l'effetto concreto dell'ATP è quello di aumentare la KM dell'enzima per l'acetil CoA, in questo modo più ATP è presente nella cellula, meno Acetil CoA viene immesso nel ciclo.

## Interazioni tra ciclo di Krebs e altre vie metaboliche

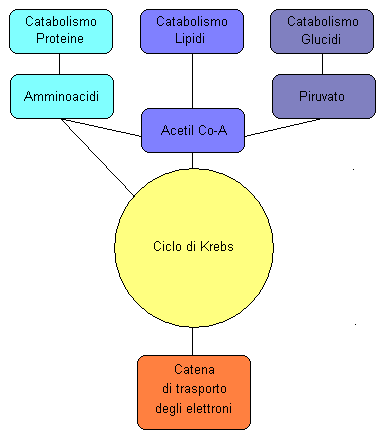
Posizione del ciclo di Krebs nelle vie cataboliche di glucidi, lipidi e proteine

Il ciclo di Krebs occupa una posizione centrale nel metabolismo dei viventi, ricoprendo un ruolo chiave soprattutto nelle vie cataboliche.

### A monte del ciclo di Krebs
Il ciclo di Krebs è il secondo stadio del catabolismo dei carboidrati: la glicolisi degrada il glucosio (e altre molecole a sei atomi di carbonio) in piruvato (un α-chetoacido contenente tre atomi di carbonio). Negli eucarioti il piruvato è trasferito dal citoplasma (sede della glicolisi) nei mitocondri dove viene decarbossilato tramite TPP, Lipo Ammide e convertito in acetil-CoA dalla piruvato deidrogenasi (decarbossilazione ossidativa del piruvato): all'interno del mitocondrio, l'acetil-CoA può entrare nel ciclo di Krebs, come precedentemente descritto.
Per quanto riguarda le proteine, esse vengono degradate con meccanismi detti di proteolisi attraverso enzimi detti proteasi, che le "spezzettano" nei costituenti fondamentali: gli amminoacidi, infatti alcuni amminoacidi possono costituire una fonte di energia, poiché sono convertibili in alcuni intermedi del ciclo stesso (ad esempio aspartato, valina e isoleucina). Altri, convertibili in molecole glucidiche, possono entrare nel ciclo passando per le vie cataboliche tipiche dei glucidi (ad esempio l'alanina, convertibile in piruvato).
Nel catabolismo lipidico, i trigliceridi sono idrolizzati da enzimi detti lipasi per formare acidi grassi e glicerolo. Negli organismi superiori, il glicerolo può entrare nella glicolisi a livello epatico o essere trasformato in glucosio attraverso il diidrossiacetone fosfato e la gliceraldeide-3-fosfato seguendo la via metabolica della gluconeogenesi. In molti tessuti, specialmente nel cuore, gli acidi grassi sono degradati attraverso un processo noto come beta-ossidazione, che produce acetil-CoA, a sua volta internalizzato nel ciclo di Krebs. La beta-ossidazione può anche generare propionil-CoA, che a sua volta può essere reimmesso nella via gluconeogenetica epatica a generare glucosio dopo esser stato convertito in succinil-CoA.

### A valle del ciclo di Krebs
Il ciclo di Krebs è sempre seguito dalla fosforilazione ossidativa, ottenuta da una catena di trasporto di elettroni: l'uno non avrebbe senso senza l'altra in quanto l'ATP e il GTP prodotto dal ciclo in sé è scarso e la produzione di NADH e FADH2 porterebbe a un ambiente mitocondriale eccessivamente ridotto, mentre la sola catena respiratoria necessiterebbe di una fonte di cofattori ridotti pena l'ossidazione dell'ambiente. Questa "respirazione cellulare" estrae energia da NADH e FADH2, ricreando NAD+ e FAD, permettendo in tal modo al ciclo di continuare. Il ciclo di Krebs non usa ossigeno, che è invece utilizzato nella fosforilazione ossidativa.

### Reazioni in cui sono coinvolti gli intermedi del ciclo
Gli intermedi del ciclo di Krebs sono implicati in numerosi altri pathway metabolici. Di seguito, vengono elencati in modo sommario i pathway in cui sono coinvolti i metaboliti del ciclo.
- Acetil CoA:
  - beta ossidazione;
  - biosintesi degli acidi grassi;
  - degradazione della lisina;
  - degradazione di valina e isoleucina;
  - metabolismo della fenilalanina.
- α-chetoglutarato:
  - biosintesi della lisina;
  - metabolismo dell'acido ascorbico;
  - metabolismo del glutammato.
- Succinil CoA:
  - metabolismo del propanoato;
  - sintesi delle porfirine;
  - degradazione di leucina e isoleucina;
  - metabolismo della fenilalanina.
- Succinato:
  - metabolismo del butanoato;
  - metabolismo della tirosina.
- Fumarato:
  - ciclo dell'urea;
  - metabolismo dell'arginina e della prolina;
  - metabolismo della tirosina.
- Ossalacetato:
  - metabolismo del gliossilato;
  - metabolismo del glutammato e dell'aspartato;
  - gluconeogenesi.

## Il ciclo del gliossilato
Molte piante e batteri sono in grado di crescere in terreni contenenti acetato o altri composti convertibili in acetil CoA, essi si servono di un pathway assente nella maggior parte dei viventi, noto come ciclo del gliossilato e attraverso tale ciclo sono in grado di convertire molecole a due atomi di carbonio (come l'acetile) nelle molecole a quattro atomi di carbonio (in particolare il succinato) necessarie per la produzione di energia attraverso il ciclo di Krebs, nonché per i numerosi processi biosintetici in cui esso è coinvolto.
Il risultato netto del ciclo del gliossalato è il seguente:
2 acetil CoA + 2 NAD+ + FAD → ossalacetato + 2 CoA + FADH2 + 2 H+

## Condizioni mediche correlate al ciclo di Krebs
Disordini relativi al ciclo di Krebs comportano l'instaurarsi di stati patologici molto rari e di difficile comprensione: questi casi sono dovuti molto spesso a difetti, derivanti da mutazioni deleterie dei geni, degli enzimi coinvolti nel ciclo e comportano menomazioni organo-specifiche soprattutto a carico del sistema neuromuscolare.
Pochissimi casi isolati e apparentemente primari di alterazioni del ciclo di Krebs sono stati descritti in letteratura: uno studio del 1997 ha riportato tre casi di pazienti con carenza di α-chetoglutarato deidrogenasi, sette con carenza di succinato deidrogenasi e quattordici con deficit di fumarasi e inoltre, difetti relativi a ulteriori enzimi coinvolti in altre vie metaboliche possono ripercuotersi sul corretto funzionamento del ciclo influenzando gli enzimi specifici.
Tra le principali condizioni correlate a un non corretto funzionamento del ciclo di Krebs, i deficit neurologici, con o senza coinvolgimento muscolare, sono quelli che si possono riscontrare con maggior frequenza (85%), a seguire l'encefalopatia e la sindrome di Leigh. Si possono, inoltre, osservare casi di cardiomiopatia ipertrofica o disordini pluritissutali. È stato inoltre riportato un caso di un paziente con carenza di fumarasi che, tuttavia, non presentava alcun problema a livello cardiaco.
L'età di esordio dei segni e sintomi dei deficit di fumarasi e α-chetoglutarato deidrogenasi è costantemente inferiore al primo anno di vita ed esordisce con ipotonia, ritardo nella crescita e acidosi lattica. Al contrario, i pazienti con carenza di succinato deidrogenasi vengono diagnosticati a un'età maggiore, anche tra i 20 e i 23 anni. Per la carenza di questo enzima, si può osservare ritardo di crescita, edema polmonare, bronchiolite, rigidità del corpo o atrofia ottica.
Una escrezione urinaria anomala di acidi organici è stata spesso notata nei pazienti con deficit degli enzimi specifici del ciclo di Krebs.